# Thamsanqa Sangweni
Thamsanqa Sangweni (Empangeni, 26 maggio 1989) è un calciatore sudafricano, centrocampista del Kruger Utd.

## Carriera

### Club
Ha giocato nei campionati sudafricano e swati.

### Nazionale
Ha esordito in nazionale nel 2012.